# Варта
Варта (пољ. Warta) је река у Пољској, десна и највећа притока Одре. Река Варта је дуга 808 km. Њен слив покрива 54.529 km². Извире у горњешлеској заравни на висини од 379 м, a улива се у Одру низводно од Косштина на Одри.
Од ушћа притоке Просне до ушћа у Одру, њен ток је регулисан низом устава и канала. Бидгошчким каналом
Варта је спојена са Вислом.
Главне притоке су: Обра и Нотеч. Дуж њеног тока налазе се велики градови: Честохова, Познањ и Гожов Вјелкополски.